# Елинский
Елинский — хутор в Апшеронском районе Краснодарского края России. Входит в состав Тверского сельского поселения.

## География
Хутор Елинский расположен примерно в 17 км к северо-западу от центра города Апшеронск. Через хутор проходит железнодорожная линия «Армавир — Туапсе». Ближайшая станция — Николенково — находится в километре к западу от хутора. Ближайшие населённые пункты — станица Лесогорская, хутор Захаров и село Осиновское. Северо-западнее хутора Елинский протекает река Пшиш. На хуторе одна улица — Железнодорожная.

## Население
| 2002 | 2010 |
| ---- | ---- |
| 82   | ↘63  |